# Кремена
Креме́на (болг. Кремена) — село в Добрицькій області Болгарії. Входить до складу общини Балчик.

## Населення
За даними перепису населення 2011 року у селі проживали 135 осіб.
Національний склад населення села:
| Національність   | Кількість осіб | Відсоток |
| ---------------- | -------------- | -------- |
| болгари          | 60             | 61,2%    |
| турки            | 37             | 37,8%    |
| Всього відповіли | 98             |          |

Розподіл населення за віком у 2011 році:
Динаміка населення: